# Lord protector
Lord protector fue un título propio de Inglaterra para jefes de Estado, con dos significados (y estilos) distintos en diferentes momentos de la historia.

## Regente real feudal
El título de lord protector se usó originalmente por parte de príncipes reales u otros nobles en el ejercicio de una regencia individual (es decir, que no formasen parte de un Consejo de Regencia) mientras el legítimo monarca de Inglaterra fuera menor de edad, o no estuviera en situación de reinar.
Ejemplos notables de este tipo de lord protector son:
- Ricardo Plantagenet en el período entre 1453 y 1455, durante la enfermedad mental de Enrique VI

- Ricardo III de Inglaterra, duque de Gloucester, que fue lord protector del Reino durante el reinado nominal de Eduardo V de Inglaterra (uno de los Príncipes de la Torre) antes de usurpar el trono él mismo.

- Edward Seymour, I duque de Somerset, fue lord protector durante los primeros años de reinado del joven Eduardo VI de Inglaterra, tras la muerte temprana de su padre Enrique VIII. Seymour fue elegido por el consejo de tutores que nombró Enrique VIII antes de su deceso.

## La República de Cromwell

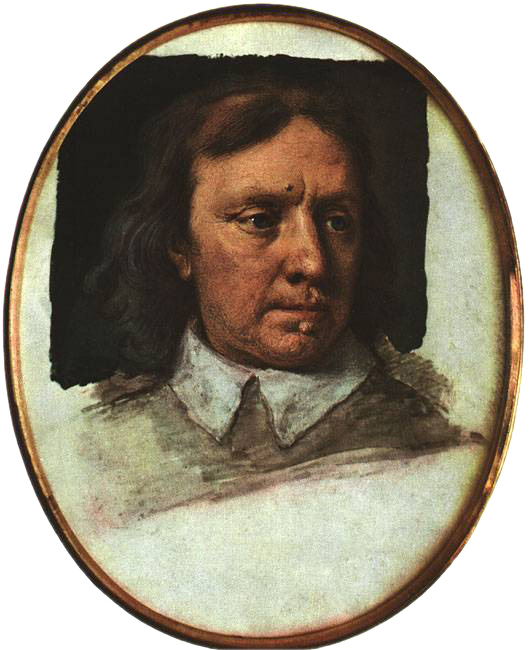
Oliver Cromwell.

Lord protector de la Mancomunidad de Inglaterra, Escocia e Irlanda fue el título del jefe de Estado durante el Protectorado del Interregno inglés, justo después del primer periodo de la Mancomunidad inglesa bajo el gobierno del Consejo de Estado inglés. El cargo fue ocupado por Oliver Cromwell (diciembre de 1653 a septiembre de 1658), seguido de su hijo, Richard Cromwell (septiembre de 1658 a mayo de 1659).
El Instrumento de Gobierno (la constitución republicana) establecía que:
Oliver Cromwell, capitán general de las fuerzas de Inglaterra, Escocia e Irlanda, debe ser, y es por tanto así declarado, lord protector de la Mancomunidad de Inglaterra, Escocia e Irlanda y los dominios que la forman, de por vida.

La constitución que lo sustituyó en 1657, la pseudo-monárquica Humilde Petición y Consejo, dio a su alteza el lord protector el poder de nombrar a su sucesor. Cromwell eligió al mayor de sus hijos, el políticamente inexperto Richard Cromwell. Este sistema de sucesión no representativa y de facto se sumó a otros muchos gestos, como las connotaciones monárquicas de los títulos otorgados, la doble invocación (el 16 de diciembre de 1653 y el 3 de septiembre de 1658) como "Por la gracia de Dios y la República lord protector de la Mancomunidad de Inglaterra, Escocia e Irlanda", y otras prerrogativas reales como la potestad de nombrar caballeros, así como los rasgos autoritarios del régimen militarizado. Estos signos convencieron a una parte sustancial de la población de que la guerra civil regicida, que en teoría debía sustentar al Parlamento frente a la "tiranía real" y al protestantismo frente al "papismo estuardiano", en realidad había creado una república coronada fuertemente represora, y fatalmente incapaz de devolver al país la paz y la prosperidad.
El joven Cromwell, al suceder a su padre a su muerte en septiembre de 1658, solo conservó el cargo durante ocho meses antes de tener que renunciar al mismo en mayo de 1659. Ese fue el inicio del segundo periodo de dominio de la Mancomunidad hasta la restauración de la Monarquía con Carlos II, hijo de Carlos I, en mayo de 1660.
El título ha estado fuera de uso desde aquel entonces.
- Datos: Q512196